# Guelmim-Oued Noun
La regió de Guelmim-Oued Noun (àrab: جهة كلميم-وادي نون, jihat Galmīm-Wādī Nūn; amazic: ⴳⵍⵎⵉⵎ-ⵡⴰⴷ ⵏⵓⵏ) és una de les dotze noves regions en que s'ha organitzat el Marroc després de la reforma administrativa de 2015. La seva capital és Guelmim. Aplega tres de les cinc províncies de l'antiga regió de Guelmim-Es Semara: Guelmim, Assa-Zag, Tan-Tan, a les que es va unir la de Sidi Ifni, de l'antiga regió de Souss-Massa-Draâ, mentre que la província d'Es-Semara fou transferida a la nova regió de Laâyoune-Sakia El Hamra i la de Tata a la nova regió de Drâa-Tafilalet.
La regió és la més septentrional de les províncies del Sud, però només una petita part de la província d'Assa-Zag es troba en el territori reclamat per la República Àrab Sahrauí Democràtica.
Limita al nord amb la regió de Souss-Massa, al sud amb la de Laâyoune-Sakia El Hamra, a l'est amb la del Drâa-Tafilalet i l'Algèria, i a l'oest amb l'oceà Atlàntic.

## Subdivisió administrativa
La regió comprèn quatre províncies :
- la província d'Assa-Zag,
- la província de Guelmim,
- la província de Sidi Ifni,
- i la província de Tan-Tan.